# Gervas Krezmaier
Gervas Krezmaier, auch Gervas Kretzmaier (* 1814 in Breisach; † 1871 ebenda) war ein deutscher Maler.

## Leben
Kretzmaier kam als Sohn des Maurermeisters Protas Krezmaier (Kretzmaier) und seiner Frau Katharina geb. Greising zur Welt.
Die Begabung von Gervas Krezmaier fiel schon in seiner Jugend auf.
1831 malte er ein Bild vom Hochchor und Hochaltar des Stephansmünsters (es befindet sich heute in der Staatlichen Kunsthalle Karlsruhe).
Anschließend malte er ein Altarbild in Öl, mit den Breisacher Stadtpatronen Gervasius und Protasius zusammen mit einer Madonna, die von Engeln umringt ist und über dem Breisacher Stephansmünster schwebt. Dieses Kunstwerk beeindruckte Großherzog Leopold sehr. In den Gesichtern der Engel soll Krezmaier Kinder der Stadt Breisach porträtiert haben.
Krezmaier starb 1871 im Spital Breisach.

## Weblink
- Artikel über Gervas Krezmaier

| Personendaten    | Personendaten      |
| ---------------- | ------------------ |
| NAME             | Krezmaier, Gervas  |
| ALTERNATIVNAMEN  | Kretzmaier, Gervas |
| KURZBESCHREIBUNG | deutscher Maler    |
| GEBURTSDATUM     | 1814               |
| GEBURTSORT       | Breisach           |
| STERBEDATUM      | 1871               |
| STERBEORT        | Breisach           |